# Feuerwehr Winterthur
Die Feuerwehr Winterthur ist die Feuerwehr der Stadt Winterthur im Kanton Zürich in der Schweiz. Sie ist als Hauptabteilung des Bereichs Schutz & Intervention dem Departement «Sicherheit und Umwelt» der Stadtverwaltung unterstellt.

## Geschichte
Die Wurzeln der Feuerwehr Winterthur gehen auf das Jahr 1895 zurück, als der Grosse Gemeinderat mit den «Vorschriften für Alarmierung und Feuerwehrpikett» erstmals ein Feuerwehrpikett bewilligte, das später Brandwache genannt wurde. 1922 bezog die Feuerwehr das Depot an der Lindstrasse 4, das sie in der Folge bis zur Jahrtausendwende nutzte. Die Brandwache wurde ab 1982 als Berufsfeuerwehr bezeichnet. Nachdem bereits seit 1970 einzelne hauptamtliche Feuerwehrleute mit verstärktem Pikett angestellt worden waren, ermöglichte ein Volksentscheid im Jahr 1989 die Einführung der 24-Stunden-Bereitschaft. Im Juli 2000 bezog die Feuerwehr einen Neubau beim Teuchelweiher, in Nachbarschaft zur Mechatronikschule Winterthur und der Mehrzweckanlage Teuchelweiher.

## Organisation
Die Feuerwehr setzt sich aus einer Berufsfeuerwehr mit 50 Angehörigen, darunter 3 Frauen, einer Freiwilligen Feuerwehr mit rund 120 Angehörigen sowie einer Jugendfeuerwehr zusammen.
Die Berufsfeuerwehr ist aufgeteilt in 3 Einsatzgruppen à 11 Personen, die sich jeweils im 24-Stunden-Schichtbetrieb abwechseln. Weitere fünf Angehörige der Berufsfeuerwehr sind in Administration und Kommando tätig. Dazu sind die Angehörigen der Berufsfeuerwehr während 2 × 24 Stunden in erhöhten Pikettbereitschaft, bei der sie innerhalb von 12 Minuten auf Abruf im Feuerwehrlokal sein müssen.
Die Freiwillige Feuerwehr besteht aus einem Stab, vier gleich organisierten Zügen (Züge 1–4) und einem Logistikdetachement. Aus den vier Zügen rekrutieren sich Angehörige für die Stützpunktfeuerwehr (Stützpunktgruppen 11–14) sowie für Spezialaufgaben wie die Verkehrsgruppe (VA) und das Einsatzleitfahrzeug-Team (ELF). Je nach Ereignisart und -ort werden Teile der Freiwilligen Feuerwehr zusammen mit der Berufsfeuerwehr aufgeboten.
Im Jahr 2021 leistete die Feuerwehr Winterthur 1398 Einsätze.
Neben der Feuerwehr Winterthur verfügen die Firma Rieter und das Kantonsspital Winterthur über eigene Betriebsfeuerwehren, die bei Grossbränden auch noch herangezogen werden können.